# SOX2
SOX2 (англ. SRY-box 2) – білок, який кодується однойменним геном, розташованим у людей на короткому плечі 3-ї хромосоми.  Довжина поліпептидного ланцюга білка становить 317 амінокислот, а молекулярна маса — 34 310.
| 10         |  | 20         |  | 30         |  | 40         |  | 50         |
| ---------- |  | ---------- |  | ---------- |  | ---------- |  | ---------- |
| MYNMMETELK |  | PPGPQQTSGG |  | GGGNSTAAAA |  | GGNQKNSPDR |  | VKRPMNAFMV |
| WSRGQRRKMA |  | QENPKMHNSE |  | ISKRLGAEWK |  | LLSETEKRPF |  | IDEAKRLRAL |
| HMKEHPDYKY |  | RPRRKTKTLM |  | KKDKYTLPGG |  | LLAPGGNSMA |  | SGVGVGAGLG |
| AGVNQRMDSY |  | AHMNGWSNGS |  | YSMMQDQLGY |  | PQHPGLNAHG |  | AAQMQPMHRY |
| DVSALQYNSM |  | TSSQTYMNGS |  | PTYSMSYSQQ |  | GTPGMALGSM |  | GSVVKSEASS |
| SPPVVTSSSH |  | SRAPCQAGDL |  | RDMISMYLPG |  | AEVPEPAAPS |  | RLHMSQHYQS |
| GPVPGTAING |  | TLPLSHM    |  |            |  |            |  |            |

A: Аланін

C: Цистеїн

D: Аспарагінова кислота

E: Глутамінова кислота

F: Фенілаланін

G: Гліцин

H: Гістидин

I: Ізолейцин

K: Лізин

L: Лейцин

M: Метіонін

N: Аспарагін

P: Пролін

Q: Глутамін

R: Аргінін

S: Серин

T: Треонін

V: Валін

W: Триптофан

Кодований геном білок за функціями належить до активаторів, білків розвитку, фосфопротеїнів. 
Задіяний у таких біологічних процесах як транскрипція, регуляція транскрипції. 
Білок має сайт для зв'язування з ДНК. 
Локалізований у ядрі.